# Neoteron
Neoteron is een geslacht van weekdieren uit de klasse van de Gastropoda (slakken).

## Soort
- Neoteron ariel (Pilsbry & Lowe, 1932)